# Gwell
 (août 2025).
Motif : Où sont les deux sources cntrées parues dans des publications nationales ?
- Archive Wikiwix
- Bing
- Cairn
- DuckDuckGo
- E. Universalis
- Gallica
- Google
- G. Books
- G. News
- G. Scholar
- Persée
- Qwant
- (zh) Baidu
- (ru) Yandex
- (wd) trouver des œuvres sur Wikidata

| 1. | Préciser le motif de la pose du bandeau. | Précisez le motif de la pose du bandeau en utilisant la syntaxe suivante : {{admissibilité à vérifier\|date=août 2025\|motif=remplacez ce texte par le motif}}             |
| 2. | Informer les utilisateurs concernés.     | Pensez à avertir le créateur de l'article, par exemple, en insérant le code ci-dessous sur sa page de discussion : {{subst:avertissement admissibilité à vérifier\|Gwell}} |

Le Gwell est une marque et une spécialité laitière bretonne. 
Sa production s'étend sur l'ensemble de la Bretagne, et le nord de la Loire-Atlantique. 

## Signification du nom
Le mot Gwell signifie « meilleur » en breton. Il rappelle également un autre mot breton, Goell, qui signifie « ferment » en français.

## Histoire

### Origine
Le Gwell est une spécialité laitière de la famille des "gros-laits", un lait fermenté traditionnel originaire de Basse-Bretagne.

### Organisation en association
L'Association des Paysans Producteurs de Gwell regroupe l'ensemble des producteurs de Gwell, dont la recette a été retrouvée au début des années 1980.

### Dépôt de la marque
La marque a été déposée à l’Institut national de la propriété industrielle en 1993.
À partir de 1991, puis dans les années 2010, diverses études microbiologiques de l’INRAE ont montré la grande stabilité et la résilience du ferment Gwell. Le ferment s’échange de fermes en fermes.

## Préparation

### Origine du lait
fabriqué à partir de lait entier de vache de race locale bretonne.
Les breuvages lactés obtenus à partir de lait caillé ou de lait fermenté ont longtemps constitué des boissons répandues pouvant revêtir des aspects divers, tels que le lait ribot ou le gros-lait.

### Goût
Ses arômes et son goût rappellent de façon subtile ceux de la crème crue et du levain.